# Сове, Артюр
Артюр Сове (фр. Arthur Sauvé; 1 октября 1874, Сен-Эрмас (близ Мирабеля), Канада — 6 февраля 1944, Монреаль) — франкоканадский журналист и политик. Член Законодательного собрания Квебека с 1908 по 1930, лидер Консервативной партии Квебека с 1916 по 1929 год, член Палаты общин с 1930 по 1935 год и сенатор с 1935 по 1944 год.

## Биография
Артюр Сове родился в семье фермера Жозефа Сове и Клеофиль Шарет. Учился в семинарии Святой Терезы, затем в университете Монреаля и в Школе сельского хозяйства Оки. В 1899 году женился на Мари-Луизе Ляшен. Их сын Поль Сове выбрал, как и отец, политическую карьеру и стал премьер-министром Квебека.
Сове начинал как журналист, писал для газет Monde canadien, La Presse, La Patrie и La Nation. В 1907 году он был директором газеты Canadien. В 1918 году основал газету La Minerve, которой руководил до 1920 года.
Политическую карьеру Сове начинал с должности мэра городка Сен-Бенуа, которую занимал с 1906 по 1923 год. На провинциальных выборах 1908 года он был избран в Законодательное собрание Квебека депутатом консервативной партии в избирательном округе Дё-Монтань. Он был переизбран в 1912 и в 1916 годах. В 1916 году Артюр Сове сменил Филимона Кузино на посту лидера консерваторов и лидера официальной оппозиции. Он стоял во главе партии до 1929 года, участвовал в выборах 1919, 1923 и 1927 годов, но так и не смог захватить власть у либеральной партии, управлявшей Квебеком с 1897 года. В июле 1930 года депутат уволился из Законодательного собрания чтобы уйти в федеральную политику.
Во время федеральных выборов 1930 года Артюр Сове был избран в Палату общин Канады. Консерваторы победили на выборах, и Сове получил должность министра почтового сообщения, которую занимал с августа 1930 года по август 1935. В июле 1935 года, премьер-министр Беннетт назначил Сове сенатором округа Риго.
Артюр Сове умер в своем кабинете 6 февраля 1944 года в Монреале в возрасте 69 лет. Он похоронен на кладбище Сен-Бенуа 10 февраля 1944 года.